# Jovan Golić
Jovan Golić (in serbo Joвaн Гoлић?; Vlasenica, 18 settembre 1986) è un allenatore di calcio ed ex calciatore serbo, di ruolo centrocampista, tecnico dell'Inđija.

## Carriera
Ha giocato nella massima serie dei campionati serbo, russo, rumeno e kazako.